# Zarządzanie Zasobami Ludzkimi (czasopismo)
„Zarządzanie Zasobami Ludzkimi” – recenzowane czasopismo naukowe o zasięgu ogólnopolskim, dwumiesięcznik, wydawane od 2001 r. przez Instytut Pracy i Spraw Socjalnych. 
Rocznie ukazuje się pięć zeszytów, w tym jeden zeszyt podwójny.
Kwartalnik znajduje się w wykazie czasopism naukowych prowadzonym przez Ministra Edukacji i Nauki z przyznaną liczbą 70 punktów.